# Harbor View
Harbor View és una vila dels Estats Units a l'estat d'Ohio. Segons el cens del 2000 tenia 99 habitants.

## Demografia
Segons el cens del 2000, Harbor View tenia 99 habitants, 37 habitatges, i 25 famílies. La densitat de població era de 1.274,1 habitants per km².
Dels 37 habitatges en un 35,1% hi vivien nens de menys de 18 anys, en un 48,6% hi vivien parelles casades, en un 16,2% dones solteres, i en un 32,4% no eren unitats familiars. En el 24,3% dels habitatges hi vivien persones soles el 13,5% de les quals corresponia a persones de 65 anys o més que vivien soles. El nombre mitjà de persones vivint en cada habitatge era de 2,68 i el nombre mitjà de persones que vivien en cada família era de 3,24.
Per edats la població es repartia de la següent manera: un 29,3% tenia menys de 18 anys, un 10,1% entre 18 i 24, un 32,3% entre 25 i 44, un 18,2% de 45 a 60 i un 10,1% 65 anys o més.
L'edat mediana era de 37 anys. Per cada 100 dones de 18 o més anys hi havia 89,2 homes.
La renda mediana per habitatge era de 35.833 $ i la renda mediana per família de 40.625 $. Els homes tenien una renda mediana de 26.563 $ mentre que les dones 23.333 $. La renda per capita de la població era de 13.163 $. Aproximadament el 6,5% de les famílies i el 16,7% de la població estaven per davall del llindar de pobresa.

## Poblacions properes
El següent diagrama mostra les poblacions més properes.